# زلزال كورشولني 1951
زلزال كورشولني 1951 هو زلزالٌ وقعَ في كورشولني ‏ في تركيا بتاريخ 13 أغسطس 1951.